# ブラッドレイン
『ブラッドレイン』（BloodRayne）は、Terminal Realityが開発したホラーを基調としたTPSのアクション・アドベンチャーゲーム。日本ではエレクトロニック・アーツからPlayStation 2版とPC版が発売された。
またレインの父親との闘いを描く続編の『ブラッドレイン2』（日本未発売）、2Dアクションとなった『ブラッドレイン 深紅の叛逆者』が発売されている。

## 概要
ハーフ・ヴァンパイアである主人公レインと、ナチス・ドイツの秘密組織「GGG（Gegengheist Gruppe）」との戦いを描く。レインはヴァンパイアの父親が人間の母親をレイプして生まれたダンピールであり、通常のヴァンパイアの弱点を克服している。またブリムストーンソサエティと呼ばれる超自然的な脅威を追跡し破壊する秘密結社に所属している。
レインは身に着けているブレードで主に攻撃する。ゲームが進むとブレードを使ったコンボ攻撃を覚えていく。またゲームの初期段階で貰えるハープーンを使い敵を引き寄せ吸血しライフを回復する事が出来る。ちなみにこの吸血行為は途中で中断する事も出来る。
レインもブレードだけでなく敵の落とした銃や手榴弾、ロケットランチャーなどの武器を使う事も出来る。銃は殆どのレベルにあり二丁持ち可能で、置いてある武器の近くを通ると自動でそれを拾う。手持ちの武器より優れた武器が拾えるなら、今持っている武器を落としさらに良い武器を拾う。例を挙げるなら4丁の拳銃を持っている場合に、サブマシンガンの上を歩くならレインは自動的に弱い拳銃を捨てサブマシンガンを拾う。機関銃やロケットランチャーなどの特殊武器は例外で、どの武器を持つかプレーヤーが選択する事になる。
ゲーム中で最も強力な攻撃のブラッドレイジはブレードでの攻撃を繰り返す事で発動でき、1.5倍のスピードと斬った敵をバラバラにする事が出来る。異なる視覚モードがありオーラセンス、ディレイトとスナイパービューがある。
オーラセンスは視野を青色で表示する。目標と目的地は明るい青色で表示され、生物は緑から赤までの色(赤になるほど死にかけている)で表示される。ディレイトはスローモーションになるので状況判断や敵の攻撃を避けたりするのに役立つ。スナイパービューは視点が狙撃銃のように、ズームインし正確な射撃が出来るようになる。このスナイパービューを使う場合、レインは立ち止まったままになるので攻撃を受けやすい。

## PS2版とPC版の違い
日本のPS2版は規制（D指定）のため、人間の敵を攻撃しても肉体を切断することができない。ただしPC版では無修正となっており、年齢区分も無い。

## メインキャラクター
レイン
本作の主人公であるダンピール。自分の父親である吸血鬼を探すため彼女と出会う全ての吸血鬼を殺しているダンピールである。現在彼女はブリムストーンソサエティのために働いている。師匠兼友人のミンスが最初の任務でレインを手助けするが死亡する。
ジャーゲン・ウルフ
第一次世界大戦の戦犯でありG.G.Gの創設者でもある。罪を免れる為に南米へ逃れた。オカルトアーティファクトによりヒトラーに力を与えようとしベリアルの残骸を再構成しようとしている。
ベリアル
悪魔。メフィストによって殺され、身体の各部位は世界中にばら撒かれた。このこともあって、ウルフは復元をめざしている。